# Elefterio-Kordelio
Elefterio-Kordelio (gr. Ελευθέριο-Κορδελιό) – miasto w Grecji, w administracji zdecentralizowanej Macedonia-Tracja, w regionie Macedonia Środkowa, w jednostce regionalnej Saloniki, w gminie Kordelio-Ewosmos. W 2011 roku liczyło 27 067 mieszkańców.